# سلیم سرسیاه
سلیم سرسیاه یا سلیم کلاهدار (نام علمی: Tinornis cucullatus) یک گونه از پرندگان خانواده سَلیمان است. این گونه بومی جنوب استرالیا است، جایی که در سواحل اقیانوس و تالاب‌های زیرساحلی زندگی می‌کند. دو زیرگونه شناخته‌شده وجود دارد که جمعیت‌های شرقی و غربی را تشکیل می‌دهند. زیرگونه شرقی نگرانی بیشتری برای حفاظت دارد، با فهرست‌بندی‌ها از آسیب‌پذیر در استرالیای جنوبی و ویکتوریا تا در بحران انقراض در نیو ساوت ولز.